# نیو پکلا
نیو پکلا (به هلندی: Nieuwe Pekela) یک منطقهٔ مسکونی در هلند است که در پیکلا واقع شده‌است. نیو پکلا ۴٬۰۶۰ نفر جمعیت دارد.